# Jahmul
Jahmul (arab. يحمول) – wieś w Syrii, w muhafazie Aleppo. W 2004 roku liczyła 612 mieszkańców.